# Carl Fiqué
Carl Fiqué (Bremen, 17 d'abril de 1861 - Nova York, 7 de desembre de 1930) fou un pianista i compositor alemany que triomfà a Nova York.
Estudià en el Conservatori de Leipzig i ben aviat es traslladà als Estats Units, a Brooklyn (Nova York) on fou molt reconegut com a pianista.
A més de compondre obres per a piano, i un quartet de corda, així com les òperes còmiques Papa Prisewitz (1898) i Der falsche Mufti (1901), i cors i melodies vocals.